# Simi (chanteuse)
Pour les articles homonymes, voir Simi (homonymie).
Simisola Bolatito Ogunleye, nom de scène Simi, est une chanteuse, compositrice d'Afropop nigériane.

## Biographie
Simisola Bolatito Ogunleye naît le 19 avril 1988 à Surulere au Nigeria. Connue professionnellement sous son nom de scène Simi, c'est une chanteuse, compositrice et ingénieur de musique Afropop. Elle commence sa carrière en tant que chanteuse de gospel et sort son premier album studio, intitulé Ogaju, en 2006.
Sa carrière décolle en 2014, après la sortie de son single Tiff (en) qui est nommé à deux reprises aux Headies 2015 (en).

## Source de la traduction
- (en) Cet article est partiellement ou en totalité issu de l’article de Wikipédia en anglais intitulé « Simi (singer) » (voir la liste des auteurs).